# Lucas Scholl
Lucas-Julian Scholl (München, 1996. július 5. –) német labdarúgó, aki jelenleg az FC Bayern München II játékosa.

## Statisztika
2016. június 11. szerint
| Klub teljesítmény | Klub teljesítmény | Klub teljesítmény   | Bajnokság | Bajnokság | Kupa      | Kupa      | Nemzetközi | Nemzetközi | Összesen | Összesen |
| Szezon            | Klub              | Bajnokság           | Mérkőzés  | Gólok     | Mérkőzés  | Gólok     | Mérkőzés   | Gólok      | Mérkőzés | Gólok    |
| Németország       | Németország       | Németország         | Bajnokság | Bajnokság | DFB-Pokal | DFB-Pokal | UEFA       | UEFA       | Összesen | Összesen |
| ----------------- | ----------------- | ------------------- | --------- | --------- | --------- | --------- | ---------- | ---------- | -------- | -------- |
| 2014–15           | Bayern München    | Bundesliga          | 0         | 0         | 0         | 0         | -          | -          | 0        | 0        |
| 2015–16           | Bayern München    | Bundesliga          | 0         | 0         | 0         | 0         | -          | -          | 0        | 0        |
| 2015–16           | Bayern München II | Regionalliga Bayern | 16        | 1         | 0         | 0         | -          | -          | 16       | 1        |
| Teljes karrier    | Teljes karrier    | Teljes karrier      | 16        | 1         | 0         | 0         | 0          | 0          | 16       | 1        |

## Sikerei, díjai
- Bayern München
  - Német bajnok: 2014–15

## Család
Édesapja, Mehmet Scholl aki a Német labdarúgó-válogatott és az FC Bayern München labdarúgója volt.